# Organizacja Narodów Zjednoczonych do spraw Wyżywienia i Rolnictwa
Organizacja Narodów Zjednoczonych do spraw Wyżywienia i Rolnictwa (ang. Food and Agriculture Organization of the United Nations, FAO) – organizacja wyspecjalizowana ONZ zajmująca się walką z biedą i głodem oraz podnoszeniem dobrobytu poprzez redystrybucję żywności i rozwój obszarów wiejskich. Organizacja wspiera także kraje rozwijające się w podnoszeniu wydajności i modernizacji rolnictwa.
Została utworzona z inicjatywy 44 państw koalicji antyhitlerowskiej uczestniczących w konferencji poświęconej problemom rolnictwa i wyżywienia, która odbyła się w maju 1943 roku w Hot Springs. Konferencja powołała do życia komisję, której celem było opracowanie projektu umowy założycielskiej FAO. Pierwsza sesja konferencji FAO rozpoczęła się 16 października 1945 roku w mieście Québec. Pierwszego dnia podpisano na niej umowę założycielską, noszącą nazwę konstytucji.
Do Organizacji Narodów Zjednoczonych ds. Wyżywienia i Rolnictwa należą 194 państwa, w tym Unia Europejska (jako organizacja członkowska) oraz Wyspy Owcze i Tokelau jako członkowie stowarzyszeni.

## Historia

Siedziba FAO w Rzymie

Idea międzynarodowej organizacji zajmującej się żywnością i rolnictwem pojawiła się na przełomie XIX i XX wieku głównie za sprawą amerykańskiego rolnika i aktywisty Davida Lubina. W maju i czerwcu 1905 roku w Rzymie odbyła się międzynarodowa konferencja, która doprowadziła do utworzenia Międzynarodowego Instytutu Rolnego.
W 1943 roku prezydent Stanów Zjednoczonych Franklin D. Roosevelt zwołał Konferencję Narodów Zjednoczonych ds. Wyżywienia i Rolnictwa. Przedstawiciele 44 państw koalicji antyhitlerowskiej zgromadzili się w dniach 18 maja do 3 czerwca w The Homestead Resort w Hot Springs. Zobowiązali się oni do założenia organizacji zajmującej się rolnictwem i żywnością. 16 października 1945 w Québec odbyła się pierwsza sesja FAO, podczas której podpisano Konstytucję Organizacji ds. Wyżywienia i Rolnictwa.
II wojna światowa zakończyła działalność Międzynarodowego Instytutu Rolnego, choć oficjalnie rozwiązano go na mocy rezolucji Stałego Komitetu z dnia 27 lutego 1948 roku, a jego zadania przejęła FAO.

## Cele
Cele FAO są następujące: 
- pomoc w wyeliminowaniu głodu, niedożywienia i zapewnienie bezpieczeństwa żywnościowego,
- promowanie zrównoważonego rozwoju oraz pomoc w zwiększaniu produktywności w rolnictwie, leśnictwie i rybołówstwie,
- polepszanie warunków życia ludności wiejskiej,
- stworzenie wydajnego i dostępnego dla wszystkich systemu rolnego i spożywczego,
- promowanie zawierania porozumień w sprawie międzynarodowego handlu produktami rolnymi oraz udzielanie pomocy technicznej,
- zapewnienie niezbędnego kredytu rolnego,
- zwiększenie odporności na kryzysy.

## Członkostwo

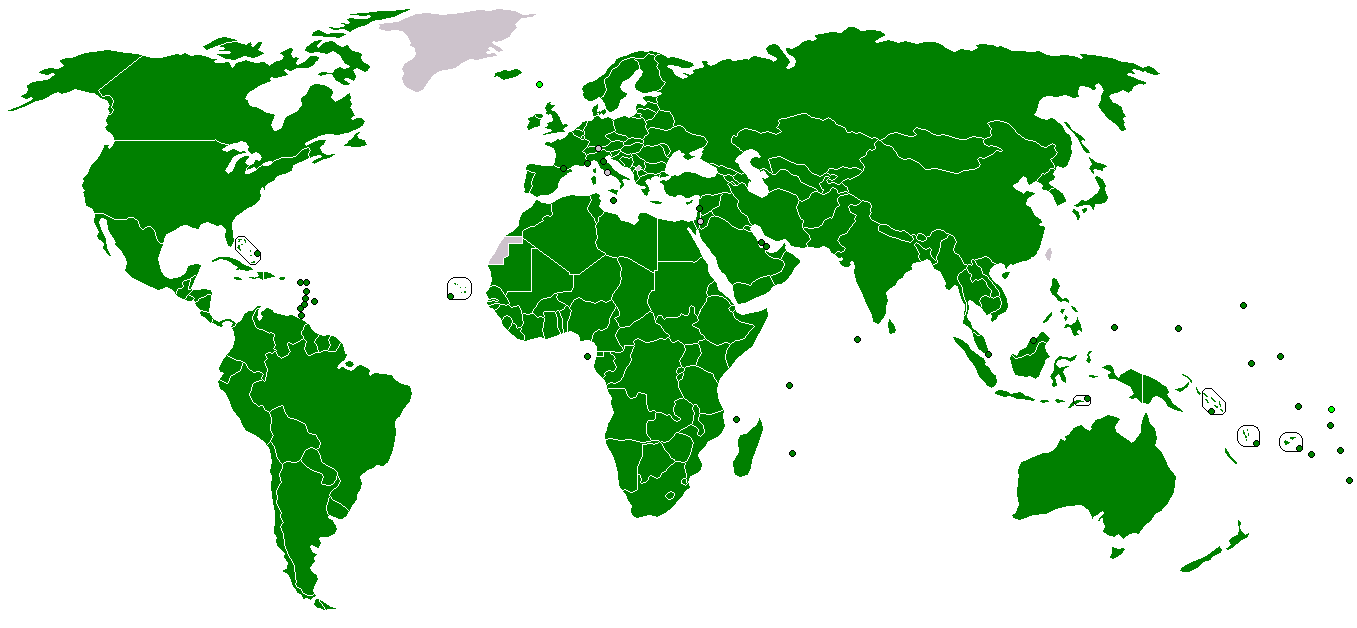
Członkowie FAO.

Członkami zwyczajnymi FAO mogą być państwa. Status członka zwyczajnego uzyskuje się w wyniku decyzji konferencji FAO, podjętej większością ⅔ głosów, po uprzednim złożeniu podania o przyjęcie oraz dokumentu o zaakceptowaniu zobowiązań wynikających z umowy założycielskiej FAO. Członkami stowarzyszonymi mogą być obszary niesamodzielne, przyjmowane w analogiczny sposób na wniosek państwa, reprezentującego je w stosunkach międzynarodowych. Nie mają one prawa głosowania ani pełnienia jakichkolwiek funkcji w FAO. Każde państwo może wystąpić z FAO. Wystąpienie następuje w rok od momentu zawiadomienia Dyrektora Generalnego FAO o podjęciu przez państwo takiej decyzji. W latach 1949–1951 z FAO wystąpiły: Polska (25 kwietnia 1950), Czechosłowacja (27 grudnia 1949) i Węgry, które były członkami założycielskimi FAO. W 1958 roku Polska ponownie przystąpiła do FAO.
W 2013 roku członkami FAO były 194 państwa, Unia Europejska oraz 2 członków stowarzyszonych (Wyspy Owcze i Tokelau).
| Państwo                       | Data przystąpienia do organizacji     | Państwo                           | Data przystąpienia do organizacji |
| ----------------------------- | ------------------------------------- | --------------------------------- | --------------------------------- |
| Australia                     | 16 października 1945                  | Belgia                            | 16 października 1945              |
| Boliwia                       | 16 października 1945                  | Brazylia                          | 16 października 1945              |
| Chiny                         | 16 października 1945                  | Dania                             | 16 października 1945              |
| Dominikana                    | 16 października 1945                  | Egipt                             | 16 października 1945              |
| Ekwador                       | 16 października 1945                  | Filipiny                          | 16 października 1945              |
| Francja                       | 16 października 1946                  | Grecja                            | 16 października 1945              |
| Gwatemala                     | 16 października 1945                  | Haiti                             | 16 października 1945              |
| Holandia                      | 16 października 1945                  | Honduras                          | 16 października 1945              |
| Indie                         | 16 października 1945                  | Irak                              | 16 października 1945              |
| Islandia                      | 16 października 1945                  | Kanada                            | 16 października 1945              |
| Liberia                       | 16 października 1945                  | Luksemburg                        | 16 października 1945              |
| Meksyk                        | 16 października 1945                  | Nikaragua                         | 16 października 1945              |
| Norwegia                      | 16 października 1945                  | Nowa Zelandia                     | 16 października 1945              |
| Panama                        | 16 października 1945                  | Stany Zjednoczone                 | 16 października 1945              |
| Wenezuela                     | 16 października 1945                  | Wielka Brytania                   | 16 października 1945              |
| Kolumbia                      | 17 października 1945                  | Kuba                              | 19 października 1945              |
| Liban                         | 27 października 1945                  | Syria                             | 27 października 1945              |
| Paragwaj                      | 30 października 1945                  | Urugwaj                           | 30 listopada 1945                 |
| Chile                         | 17 maja 1946                          | Irlandia                          | 3 września 1946                   |
| Portugalia                    | 11 września 1946                      | Szwajcaria                        | 11 września 1946                  |
| Włochy                        | 12 września 1946                      | Salwador                          | 19 sierpnia 1947                  |
| Austria                       | 27 sierpnia 1947                      | Finlandia                         | 27 sierpnia 1947                  |
| Tajlandia                     | 27 sierpnia 1947                      | Pakistan                          | 7 września 1947                   |
| Mjanma                        | 11 września 1947                      | Etiopia                           | 1 stycznia 1948                   |
| Turcja                        | 6 kwietnia 1948                       | Kostaryka                         | 7 kwietnia 1948                   |
| Sri Lanka                     | 21 maja 1948                          | Arabia Saudyjska                  | 23 listopada 1948                 |
| Izrael                        | 23 listopada 1949                     | Korea Południowa                  | 25 listopada 1949                 |
| Indonezja                     | 28 listopada 1949                     | Afganistan                        | 1 grudnia 1949                    |
| Szwecja                       | 13 lutego 1950                        | Kambodża                          | 11 listopada 1950                 |
| Wietnam                       | 11 listopada 1950                     | Niemcy                            | 27 listopada 1950                 |
| Jordania                      | 23 stycznia 1951                      | Hiszpania                         | 5 kwietnia 1951                   |
| Argentyna                     | 21 listopada 1951                     | Japonia                           | 21 listopada 1951                 |
| Laos                          | 21 listopada 1951                     | Nepal                             | 21 listopada 1951                 |
| Peru                          | 17 czerwca 1952                       | Libia                             | 24 listopada 1953                 |
| Iran                          | 1 grudnia 1953                        | Tunezja                           | 25 listopada 1955                 |
| Maroko                        | 13 września 1956                      | Sudan                             | 13 września 1956                  |
| Ghana                         | 9 listopada 1957                      | Malezja                           | 9 listopada 1957                  |
| Polska                        | 16 października 1945/9 listopada 1957 | Gwinea                            | 5 listopada 1959                  |
| Kamerun                       | 22 marca 1960                         | Togo                              | 23 maja 1960                      |
| Cypr                          | 14 września 1960                      | Nigeria                           | 11 października 1960              |
| Somalia                       | 17 listopada 1960                     | Benin                             | 8 listopada 1961                  |
| Burkina Faso                  | 9 listopada 1961                      | Czad                              | 9 listopada 1961                  |
| Demokratyczna Republika Konga | 9 listopada 1961                      | Gabon                             | 9 listopada 1961                  |
| Kongo                         | 9 listopada 1961                      | Kuwejt                            | 9 listopada 1961                  |
| Madagaskar                    | 9 listopada 1961                      | Mali                              | 9 listopada 1961                  |
| Mauretania                    | 9 listopada 1961                      | Niger                             | 9 listopada 1961                  |
| Republika Środkowoafrykańska  | 9 listopada 1961                      | Rumunia                           | 9 listopada 1961                  |
| Senegal                       | 9 listopada 1961                      | Sierra Leone                      | 9 listopada 1961                  |
| Wybrzeże Kości Słoniowej      | 9 listopada 1961                      | Tanzania                          | 8 lutego 1962                     |
| Jamajka                       | 13 marca 1963                         | Algieria                          | 19 listopada 1963                 |
| Burundi                       | 19 listopada 1963                     | Rwanda                            | 19 listopada 1963                 |
| Trynidad i Tobago             | 19 listopada 1963                     | Uganda                            | 19 listopada 1963                 |
| Kenia                         | 27 stycznia 1964                      | Malta                             | 5 października 1964               |
| Gambia                        | 22 listopada 1965                     | Malawi                            | 22 listopada 1965                 |
| Zambia                        | 22 listopada 1965                     | Gujana                            | 22 sierpnia 1966                  |
| Botswana                      | 1 listopada 1966                      | Lesotho                           | 7 listopada 1966                  |
| Barbados                      | 6 listopada 1967                      | Bułgaria                          | 6 listopada 1967                  |
| Węgry                         | 6 listopada 1967                      | Mauritius                         | 12 marca 1968                     |
| Bahrajn                       | 8 listopada 1971                      | Fidżi                             | 8 listopada 1971                  |
| Katar                         | 8 listopada 1971                      | Malediwy                          | 8 listopada 1971                  |
| Oman                          | 8 listopada 1971                      | Eswatini                          | 8 listopada 1971                  |
| Albania                       | 12 listopada 1973                     | Mongolia                          | 12 listopada 1973                 |
| Zjednoczone Emiraty Arabskie  | 12 listopada 1973                     | Gwinea Bissau                     | 26 listopada 1973                 |
| Bahamy                        | 8 listopada 1975                      | Bangladesz                        | 8 listopada 1975                  |
| Grenada                       | 8 listopada 1975                      | Papua-Nowa Gwinea                 | 8 listopada 1975                  |
| Republika Zielonego Przylądka | 8 listopada 1975                      | Surinam                           | 26 listopada 1975                 |
| Angola                        | 14 listopada 1977                     | Dżibuti                           | 14 listopada 1977                 |
| Komory                        | 14 listopada 1977                     | Korea Północna                    | 14 listopada 1977                 |
| Mozambik                      | 14 listopada 1977                     | Namibia                           | 14 listopada 1977                 |
| Seszele                       | 14 listopada 1977                     | Wyspy Świętego Tomasza i Książęca | 14 listopada 1977                 |
| Dominika                      | 12 listopada 1979                     | Samoa                             | 12 listopada 1979                 |
| Saint Lucia                   | 26 listopada 1979                     | Bhutan                            | 7 listopada 1981                  |
| Gwinea Równikowa              | 7 listopada 1981                      | Saint Vincent i Grenadyny         | 7 listopada 1981                  |
| Tonga                         | 7 listopada 1981                      | Zimbabwe                          | 7 listopada 1981                  |
| Antigua i Barbuda             | 7 listopada 1983                      | Belize                            | 7 listopada 1983                  |
| Saint Kitts i Nevis           | 7 listopada 1983                      | Vanuatu                           | 7 listopada 1983                  |
| Wyspy Salomona                | 11 listopada 1985                     | Wyspy Cooka                       | 11 listopada 1985                 |
| Jemen                         | 22 maja 1990                          | Estonia                           | 11 listopada 1991                 |
| Litwa                         | 11 listopada 1991                     | Łotwa                             | 11 listopada 1991                 |
| Unia Europejska               | 26 listopada 1991                     | Bośnia i Hercegowina              | 6 listopada 1993                  |
| Chorwacja                     | 6 listopada 1993                      | Czechy                            | 6 listopada 1993                  |
| Erytrea                       | 6 listopada 1993                      | Kirgistan                         | 6 listopada 1993                  |
| Macedonia Północna            | 6 listopada 1993                      | Słowacja                          | 6 listopada 1993                  |
| Słowenia                      | 6 listopada 1993                      | Armenia                           | 8 listopada 1993                  |
| Południowa Afryka             | 9 listopada 1993                      | Azerbejdżan                       | 20 października 1995              |
| Gruzja                        | 20 października 1995                  | Mołdawia                          | 20 października 1995              |
| Tadżykistan                   | 20 października 1995                  | Turkmenistan                      | 20 października 1995              |
| Kazachstan                    | 7 listopada 1997                      | Palau                             | 12 listopada 1999                 |
| San Marino                    | 12 listopada 1999                     | Wyspy Marshalla                   | 12 listopada 1999                 |
| Niue                          | 12 listopada 1999                     | Kiribati                          | 15 listopada 1999                 |
| Monako                        | 2 listopada 2001                      | Nauru                             | 2 listopada 2001                  |
| Serbia                        | 2 listopada 2001                      | Uzbekistan                        | 2 listopada 2001                  |
| Mikronezja                    | 29 listopada 2003                     | Timor Wschodni                    | 29 listopada 2003                 |
| Tuvalu                        | 29 listopada 2003                     | Ukraina                           | 29 listopada 2003                 |
| Białoruś                      | 19 listopada 2005                     | Rosja                             | 11 kwietnia 2006                  |
| Andora                        | 17 listopada 2007                     | Czarnogóra                        | 17 listopada 2007                 |
| Brunei                        | 15 czerwca 2013                       | Singapur                          | 15 czerwca 2013                   |
| Sudan Południowy              | 15 czerwca 2013                       |                                   |                                   |
| Kraj stowarzyszony            | Data przystąpienia do organizacji     | Kraj stowarzyszony                | Data przystąpienia do organizacji |
| Wyspy Owcze                   | 17 listopada 2007                     | Tokelau                           | 25 czerwca 2011                   |

## Organy
W 1951 roku przeniesiono siedzibę główną Organizacji Narodów Zjednoczonych ds. Wyżywienia i Rolnictwa z Waszyngtonu do Rzymu. Organizacja jest kierowana przez Konferencję Narodów Zjednoczonych składającą się z przedstawicieli państw członkowskich, która zbiera się co dwa lata w celu określenia polityki, programu oraz kierunków działań FAO, uchwalenia budżetu oraz przeglądu projektów realizowanych w danym czasie. Każdy członek zwyczajny dysponuje jednym głosem. Podjęcie decyzji wymaga zwykłej większości głosów, jedynie decyzje w sprawie przyjęcia nowych członków, budżetu i poprawek do umowy założycielskiej wymaga większości ⅔ głosów. Decyzje kierowane pod adresem państw mają charakter zaleceń. Organem zarządzającym jest Rada, składająca się z 49 członków zwyczajnych, wybieranych przez Konferencję na 3 lata zgodnie z zasadą sprawiedliwej reprezentacji geograficznej państw. Na czele Rady stoi Przewodniczący, wybierany imiennie.
FAO złożona jest z sześciu wydziałów: Rolnictwa i Ochrony Konsumentów, Rozwoju Gospodarczego i Społecznego, Rybołówstwa i Akwakultury, Leśnictwa, Usług dla Przedsiębiorstw i Współpracy Technicznej oraz Zarządzania Programami.

### Dyrektorzy Generalni

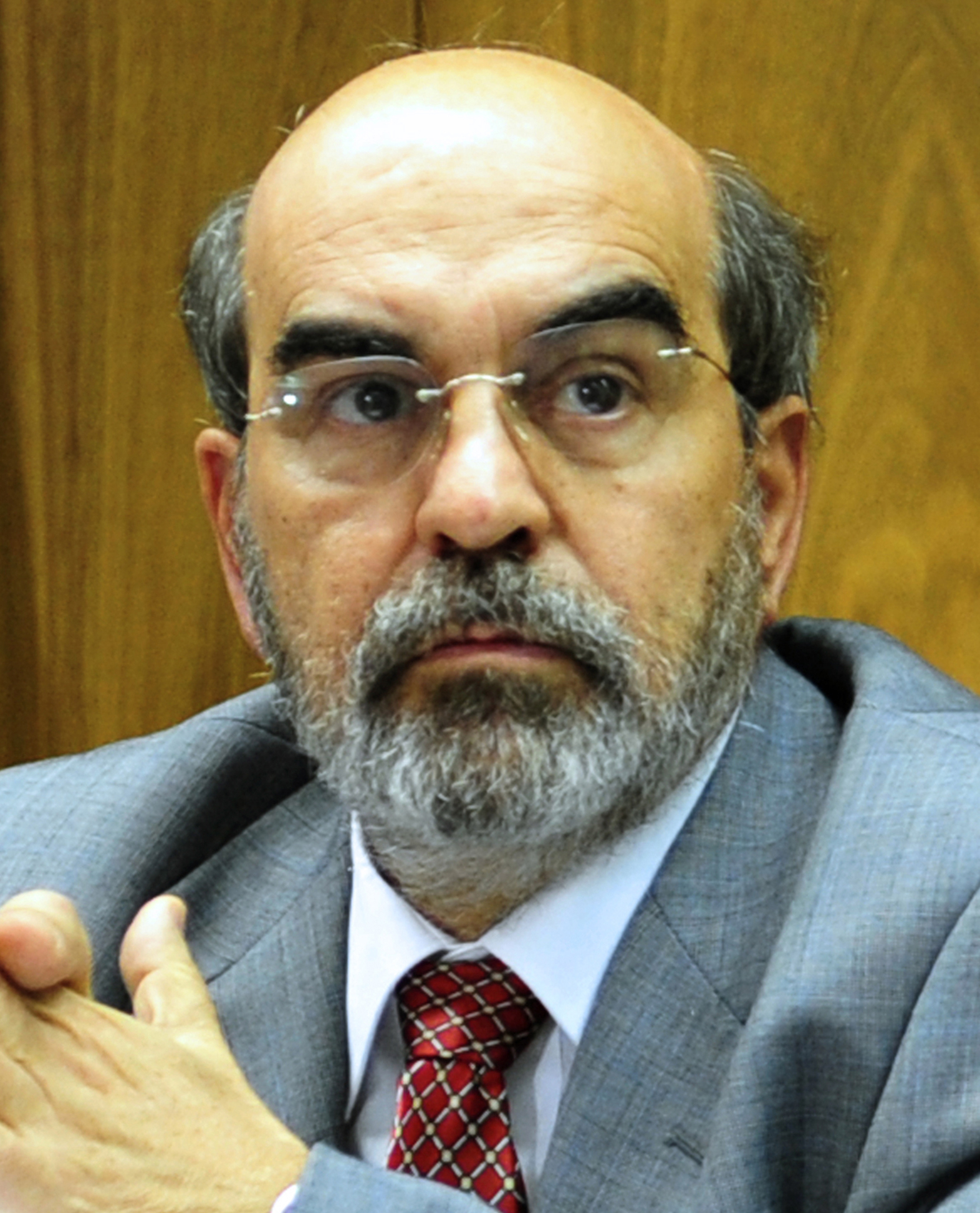
José Graziano da Silva, poprzedni Dyrektor Generalny FAO

| Nr | Dyrektor Generalny     | Państwo           | Lata sprawowania urzędu          |
| -- | ---------------------- | ----------------- | -------------------------------- |
| 1  | John Boyd Orr          | Wielka Brytania   | październik 1945 – kwiecień 1948 |
| 2  | Norris E. Dodd         | Stany Zjednoczone | kwiecień 1948 – grudzień 1953    |
| 3  | Philip V. Cardon       | Stany Zjednoczone | styczeń 1954 – kwiecień 1956     |
| 4  | sir Herbert Broadley   | Wielka Brytania   | kwiecień 1956 – listopad 1956    |
| 5  | Binay Ranjan Sen       | Indie             | listopad 1956 – grudzień 1967    |
| 6  | Addeke Hendrik Boerma  | Holandia          | styczeń 1968 – grudzień 1975     |
| 7  | Edouard Saouma         | Liban             | styczeń 1976 – grudzień 1993     |
| 8  | Jacques Diouf          | Senegal           | styczeń 1994 – grudzień 2011     |
| 9  | José Graziano da Silva | Brazylia          | styczeń 2012 – czerwiec 2019     |
| 10 | Qu Dongyu              | Chiny             | lipiec 2019 – nadal              |

## Działalność
Działalność Organizacji Narodów Zjednoczonych ds. Wyżywienia i Rolnictwa skupia się na 5 głównych obszarach:
- Zbieranie i opracowywanie informacji oraz wspieranie przejścia na zrównoważone rolnictwo,
- Pomoc krajom członkowskim w opracowywaniu polityki rolnej oraz wspieranie rozwijania strategii rozwoju obszarów wiejskich oraz eliminacji głodu,
- Wzmocnienie współpracy publiczno-prywatnej w celu pomocy małym gospodarstwom rolnym,
- Wykorzystywanie nauki w produkcji rolnej poprzez realizację projektów w różnych regionach świata,
- Opracowywanie mechanizmów monitorowania i ostrzegania przed zagrożeniami i kryzysami.

## Finanse
Budżet FAO na rok fiskalny 2018/19 jest zaplanowany na 2,6 mld USD, z czego 39% to składki członkowskie, a pozostałe fundusze pochodzą z Programu Organizacji Narodów Zjednoczonych do Spraw Rozwoju, Międzynarodowego Funduszu Rozwoju Rolnictwa oraz innych instytucji międzynarodowych. 71% wydatków przeznaczonych jest na finansowanie projektów oraz pomocy eksperckiej krajom członkowskim.

## Wyróżnienia
- Order Amílcara Cabrala I klasy (Republika Zielonego Przylądka, 2024)[13]